# 3e cérémonie des Grammy Awards
La 3e cérémonie annuelle des Grammy Awards a eu lieu en 1961.

## Palmarès
| Prix                      | Artiste                      | Titre                               |
| ------------------------- | ---------------------------- | ----------------------------------- |
| Enregistrement de l'année | Percy Faith et son orchestre | The Theme From A Summer Place       |
| Album de l'année          | Bob Newhart                  | The Button-Down Mind of Bob Newhart |
| Chanson de l'année        | Ernest Gold                  | Theme From Exodus                   |
| Meilleur nouvel artiste   | Bob Newhart                  | Bob Newhart                         |

### Musique classique
| Prix                                                                                                | Artiste                    | Titre                                             |
| --------------------------------------------------------------------------------------------------- | -------------------------- | ------------------------------------------------- |
| Best Classical Performance - Orchestra                                                              | Chicago Symphony Orchestra | Bartók: Music For Strings, Percussion And Celeste |
| Best Classical Performance - Vocal Or Instrumental - Chamber Music                                  | Laurindo Almeida           | Conversations With The Guitar                     |
| Best Classical Performance - Concerto Or Instrumental Soloist                                       |                            | Brahms: Piano Concerto No. 2 In B Flat            |
| Best Classical Performance - Instrumental Soloist Or Duo (Other Than With Orchestral Accompaniment) |                            | The Spanish Guitars Of Laurindo Almeida           |
| Best Classical Performance - Vocal Soloist                                                          |                            | A Program Of Song - Leontyne Price Recital        |
| Best Classical Opera Production                                                                     |                            | Puccini: Turandot                                 |
| Best Classical Performance - Choral (Including Oratorio)                                            |                            | Handel: Messiah                                   |
| Best Contemporary Classical Composition                                                             | Aaron Copland              | Copland: Orchestral Suite From Tender Land Suite  |

### Autres
| Prix                                                                                   | Artiste                       | Titre                                                      |
| -------------------------------------------------------------------------------------- | ----------------------------- | ---------------------------------------------------------- |
| Best Vocal Performance Single Record Or Track, Female                                  | Ella Fitzgerald               | Mack The Knife                                             |
| Best Vocal Performance Album, Female                                                   | Ella Fitzgerald               | Mack The Knife - Ella In Berlin                            |
| Best Vocal Performance Single Record Or Track, Male                                    | Ray Charles                   | Georgia On My Mind                                         |
| Best Vocal Performance Album, Male                                                     | Ray Charles                   | The Genius Of Ray Charles                                  |
| Meilleur arrangement                                                                   | Henry Mancini                 | Mr. Lucky                                                  |
| Best Performance By A Band For Dancing                                                 | Count Basie                   | Dance With Basie                                           |
| Best Performance By An Orchestra                                                       | Henry Mancini                 | Mr. Lucky                                                  |
| Best Performance By A Vocal Group (2 To 6)                                             | Eydie Gormé et Steve Lawrence | We Got Us                                                  |
| Best Performance By A Chorus (7 Or More Persons)                                       | Norman Luboff Choir           | Songs Of The Cowboy                                        |
| Best Jazz Performance Solo Or Small Group                                              | André Previn                  | West Side Story                                            |
| Best Jazz Performance Large Group                                                      | Henry Mancini                 | Blues And The Beat                                         |
| Best Soundtrack Album Or Recording Of Music Score From A Motion Picture Of Television  | Ernest Gold                   | Exodus                                                     |
| Best Sound Track Album Or Recording Of Original Cast From Motion Picture Or Television |                               | Can Can                                                    |
| Best Show Album (Original Cast)                                                        |                               | The Sound Of Music                                         |
| Best Comedy Performance - Spoken Word                                                  |                               | The Button-Down Mind Strikes Back!                         |
| Best Comedy Performance - Musical                                                      |                               | Jonathan And Darlene Edwards In Paris                      |
| Best Performance - Documentary Or Spoken Word (Other Than Comedy)                      |                               | FDR Speaks                                                 |
| Best Performance By A Pop Single Artist                                                | Ray Charles                   | Georgia On My Mind                                         |
| Best Country & Western Performance                                                     | Marty Robbins                 | El Paso                                                    |
| Best Rhythm & Blues Performance                                                        | Ray Charles                   | Let The Good Times Roll                                    |
| Best Performance - Folk                                                                |                               | Swing Dat Hammer                                           |
| Best Album Created For Children                                                        |                               | Let's All Sing With The Chipmunks                          |
| Best Engineering Contribution - Classical Recording                                    |                               | The Spanish Guitars Of Laurindo Almeida                    |
| Best Engineering Contribution - Popular Recording                                      |                               | Ella Fitzgerald Sings The George And Ira Gershwin Songbook |
| Best Engineering Contribution - Novelty Recording                                      |                               | The Old Payola Roll Blues                                  |
| Best Album Cover                                                                       |                               | Latin A La Lee                                             |
| Meilleur nouvel artiste de 1960                                                        | Bob Newhart                   | Bob Newhart                                                |
| Best Jazz Composition Of More Than Five Minutes Duration                               |                               | Sketches of Spain                                          |